# Calmels-et-le-Viala
Calmels-et-le-Viala é uma comuna francesa na região administrativa de Occitânia, no departamento de Aveyron. Estende-se por uma área de 23,20 km². Em 2010 a comuna tinha 219 habitantes (densidade: 9,4 hab./km²).